# Giovanni Bernardino Grandopoli
Giovanni Bernardino Grandopoli (... – 1590) è stato un vescovo cattolico italiano.

## Biografia
Il 19 settembre 1576, durante il pontificato di papa Gregorio XIII, Giovanni Bernardino Grandopoli fu nominato vescovo di Lettere. Il 4 novembre 1576 fu consacrato vescovo da Giulio Antonio Santorio, cardinale presbitero di San Bartolomeo all'Isola, con Cesare de' Giacomelli, vescovo di Belcastro, e Gaspare Viviani, vescovo di Setea e Gerapetra, come co-consacranti. Servì come vescovo di Lettere fino alla sua morte nel 1590. Mentre era vescovo, fu co-consacrante di Francesco D'Afflitto, vescovo di Scala.

## Genealogia episcopale
La genealogia episcopale è:
- Cardinale Scipione Rebiba
- Cardinale Giulio Antonio Santori
- Vescovo Giovanni Bernardino Grandopoli